# 全日本潜水連盟
一般社団法人全日本潜水連盟（英: Japan Underwater Diving Federation: JUDF）は、日本のダイビングにおける団体である。

## 概要
ダイビングの安全講習、インストラクターの養成、Cカードの交付などを行っている。

## 歴史
- 1972年11月18日 - 日本潜水会を中心として中部日本潜水連盟、関西潜水連盟、PADI潜水連盟が母体となって結成。

## 関連団体
- 社会スポーツセンター
- 日本スクーバ協会
- 日本スノーケリング協会